# Chersotis sjuntensis
Chersotis sjuntensis är en fjärilsart som beskrevs av Kuznetsova 1958. Chersotis sjuntensis ingår i släktet Chersotis och familjen nattflyn. Inga underarter finns listade i Catalogue of Life.